# Lenda da Serpente Branca
A Lenda da Serpente Branca, também conhecida como Madame Serpente Branca, é uma lenda do folclore chinês. Foi representada em inúmeras grandes óperas, filmes e séries de televisão chinesas.
A primeira tentativa de tornar a lenda chinesa em narrativa escrita parece ter sido com A Donzela Branca Trancada pela Eternidade no Pagode Leifeng (白 娘子 永 鎭 雷峰塔), na obra de Feng Menglong, Contos para Advertir o Mundo, escrita durante a dinastia Ming.
A lenda agora é contada como um dos Quatro Grandes Contos Folclóricos da China, sendo os outros três o da Senhora Meng Jiang, Os Amantes-Borboleta e O Vaqueiro e a Tecelã.

## História
Lü Dongbin, um dos Oito Imortais, se disfarçara de vendedor de tangyuan (uma sobremesa a base de farinha de arroz) na Ponte Quebrada perto do Lago do Oeste, em Hancheu. 
Um menino chamado Xu Xian (許仙) compra alguns tangyuan de Lü Dongbin sem saber que são pílulas da imortalidade. Depois de comê-las, ele passa a não sentir fome por três dias seguidos. Intrigado, Xu Xian volta ao vendedor para perguntar o motivo. Lü Dongbin ri e carrega Xu Xian até à ponte, onde ele vira o rapaz de cabeça para baixo e o faz vomitar o tangyuan no lago.
No lago, mora um espírito de cobra branca que pratica as artes mágicas taoistas. Ela come as pílulas e ganha 500 anos de poderes mágicos. Se sentindo grata a Xu Xian, seus destinos se entrelaçam.
Neste mesmo lago, mora um espírito de tartaruga, também treinando as práticas taoistas. O espírito de tartaruga não consegue comer nenhuma das pílulas e fica enciumado da sorte da cobra branca.
Um dia, a cobra branca vê um mendigo na ponte que havia capturado uma cobra verde e, tentava extrair a vesícula biliar da cobra para vendê-la. A cobra branca, então, assume a forma de uma mulher e compra a cobra verde do mendigo, salvando a cobra verde da morte. Com isso, a cobra verde sente-se grata à cobra branca e passa a considerá-la como uma irmã mais velha.
Dezoito anos depois, durante o Festival Qingming, as cobras branca e verde se transformam em duas jovens mulheres, chamadas Bai Suzhen (白素貞) e Xiao Qing (小青), respectivamente. 
Na Ponte Quebrada de Hancheu, as duas encontram Xu Xian. Chovendo, o rapaz lhes empresta seu guarda-chuva. Xu Xian e Bai Suzhen gradualmente se apaixonam e acabam se casando. O casal se muda para Zhenjiang, onde abrem uma loja de medicamentos.
Enquanto isso, o espírito da tartaruga-d'água acumulara poderes suficientes para assumir a forma humana, transformando-se em um monge budista chamado Fahai (法海). Ainda zangado com Bai Suzhen, Fahai planeja causar o rompimento de seu relacionamento com Xu Xian. 
Fahai se aproxima de Xu Xian e diz a ele que, durante o Festival de Duanwu, sua esposa deveria beber vinho realgar, uma bebida alcoólica comumente consumida durante o período do festival. Bai Suzhen bebe o vinho sem suspeitar de nada e acaba revelando sua verdadeira forma, como uma grande cobra branca. Xu Xian morre com o choque de ver que sua esposa não era humana. 
Bai Suzhen e Xiao Qing viajam até o Monte Emei, onde enfrentam perigos para roubar uma erva mágica que pudesse trazer Xu Xian de volta à vida.

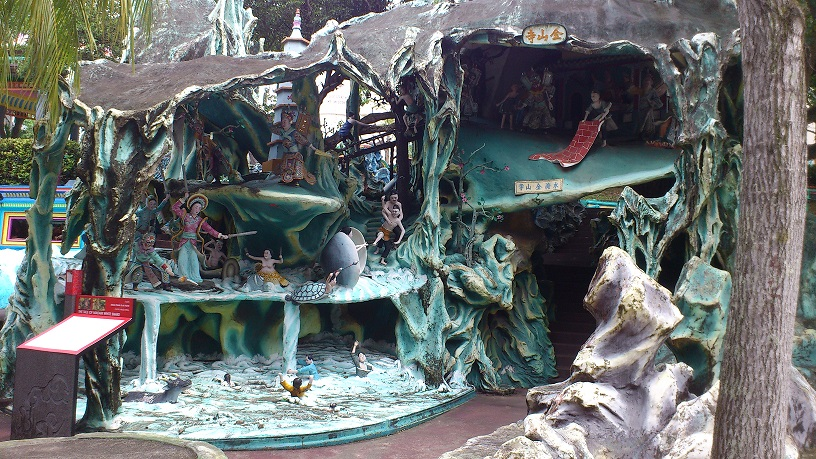
Diorama em Haw Par Villa, Cingapura, retratando a batalha entre Bai Suzhen e Fahai.

Após voltar à vida, Xu Xian permanece amando Bai Suzhen, apesar de conhecer sua verdadeira natureza. Fahai tenta separá-los novamente, capturando Xu Xian e aprisionando-o no Templo Jinshan. 
Bai Suzhen e Xiao Qing lutam com Fahai para resgatar Xu Xian. Durante a batalha, Bai Suzhen usa seus poderes para inundar o templo, causando o afogamento de inúmeros inocentes. A cobra branca não consegue resgatar seu marido devido à seus poderes estarem limitados em razão de sua gravidez.
Tempos depois, Xu Xian consegue escapar do Templo  Jinshan e se reunir com sua esposa, em Hancheu, onde Bai Suzhen dá a luz ao filho do casal, Xu Mengjiao (許夢蛟). Fahai novamente os persegue, derrotando Bai Suzhen e aprisiona-a no Pagode Leifeng. Xiao Qing foge, jurando vingança.
Vinte anos depois, Xu Mengjiao ganha a posição de zhuangyuan (graduado principal) no exame imperial e volta para casa com honrarias para visitar seus pais. Ao mesmo tempo, Xiao Qing, que passou este período refinando seus poderes, vai ao Templo Jinshan para confrontar Fahai e derrotá-lo. 
Bai Suzhen é libertada do Pagode Leifeng e se reencontra com seu marido e filho, enquanto Fahai foge e se esconde dentro do estômago de um caranguejo. Há um ditado que diz que a gordura interna do caranguejo é laranja porque se assemelha à cor do kasaya de Fahai.
| Os três protagonistas da Lenda: Xu Xian, Bai Suzhen e Xiao Qing |  | Representação da cena do empréstimo do guarda-chuva |  | Estátuas dos protagonistas no Lago do Oeste, em Hangzhou |
| Os três protagonistas da Lenda: Xu Xian, Bai Suzhen e Xiao Qing |  | Representação da cena do empréstimo do guarda-chuva |  | Estátuas dos protagonistas no Lago do Oeste, em Hangzhou |

### Modificações e versões alternativas
A serpente branca era conhecida simplesmente como a "Dama Branca" ou "Donzela Branca" (白娘子) no conto original de Feng Menglong, Contos para Advertir o Mundo. O nome "Bai Suzhen" foi criado posteriormente.
A narrativa original era uma história sobre bem e mal, com o monge budista Fahai se preparando para salvar a alma de Xu Xian do espírito da cobra branca, descrito como um demônio maligno. Ao longo dos séculos, no entanto, a lenda evoluiu de um conto de terror para uma história de romance, com Bai Suzhen e Xu Xian realmente sendo apaixonados um pelo outro, embora seu relacionamento fosse proibido pelas leis da natureza.
Algumas adaptações da lenda para o teatro, cinema, televisão e outras mídias fizeram grandes modificações na história original, incluindo o seguinte:
- A cobra verde (Xiao Qing) é retratada como um antagonista traiçoeira que acaba por trair a cobra branca, se opondo à representação tradicional dela como a amiga íntima e confidente da cobra branca.
- Alternativamente, a cobra verde (Xiao Qing) é menos evoluída, menos bem treinada em comparação com a cobra branca (Bai Suzhen) e, portanto, menos ciente do que significa ser um ser humano. Ela é mais animalesca e, sendo assim, às vezes entra em desacordo com Bai Suzhen, explicando assim suas diferenças tanto em caráter quanto em ações.
- Fahai é retratado de uma maneira mais simpática, em oposição à representação tradicional dele como um vilão vingativo e ciumento: rígido e autoritário, mas bem-intencionado. Sua história de fundo também é diferente em algumas adaptações.
- Bai Suzhen é libertada do Pagode Leifeng porque a piedade filial de seu filho consegue comover o céu.
- Uma versão revisionista da história relata que Xu Xian e Bai Suzhen eram na verdade imortais que se apaixonaram e foram banidos do Céu porque as leis celestiais proibiam seu romance. Eles reencarnam como um ser humano e um espírito de cobra branca, respectivamente, dando início a sua história.

## Adaptações

### Cinema
| Ano  | Título                   | Introdução | Ref.              |
| ---- | ------------------------ | --- | ----------------- |
| 1958 | Hakujaden                | Primeiro longa-metragem de animação (anime) em cores do Japão.                                                                                          | [ 2 ] [ 3 ]       |
| 2011 | A Lenda do Mestre Chinês | Filme chinês estrelado por Jet Li como o monge Fahai, Raymond Lam como Xu Xian, Eva Huang como a Serpente Branca e Charlene Choi como a Serpente Verde. | [ 4 ] [ 5 ] [ 6 ] |

### Televisão
| Ano  | Título                           | Introdução | Ref.  |
| ---- | -------------------------------- | --- | ----- |
| 1992 | New Legend of Madame White Snake | Série taiwanesa em 50 episódios, estrelada por Angie Chiu (Bai Suzhen), Cecilia Yip (Xu Xian) e Maggie Chan (Xiao Qing). | [ 7 ] |
| 2019 | A Lenda do Mestre Chinês         | Série chinesa em 36 episódios, estrelada por Ju Jingyi (Bai Suzhen), Alan Yu (Xu Xian) e Shane Xiao (Xiao Qing).         | [ 8 ] |